# Torchamp
Torchamp ist eine französische Gemeinde mit 300 Einwohnern (Stand: 1. Januar 2022) im Département Orne in der Region Normandie (vor 2016 Basse-Normandie). Sie gehört zum Arrondissement Alençon und ist Teil des Kantons Bagnoles-de-l’Orne Normandie (bis 2015 Passais). Die Einwohner werden Torchampois genannt.

## Geographie
Torchamp liegt etwa 61 Kilometer westnordwestlich von Alençon. Die Gemeinde gehört zum Regionalen Naturpark Normandie-Maine. Umgeben wird Torchamp von den Nachbargemeinden Saint-Mars-d’Égrenne im Norden und Westen, Domfront en Poiraie im Norden und Nordosten, Saint-Brice im Osten, Ceaucé im Süden und Südosten sowie Saint-Fraimbault im Südwesten.

## Bevölkerungsentwicklung
| Jahr      | 1962 | 1968 | 1975 | 1982 | 1990 | 1999 | 2010 | 2015 | 2021 |
| Einwohner | 462  | 413  | 379  | 368  | 331  | 283  | 293  | 295  | 301  |

## Sehenswürdigkeiten
- Kirche Notre-Dame-de-l’Assomption aus dem 19. Jahrhundert
- Schloss Torcamp aus dem 18. Jahrhundert, Monument historique

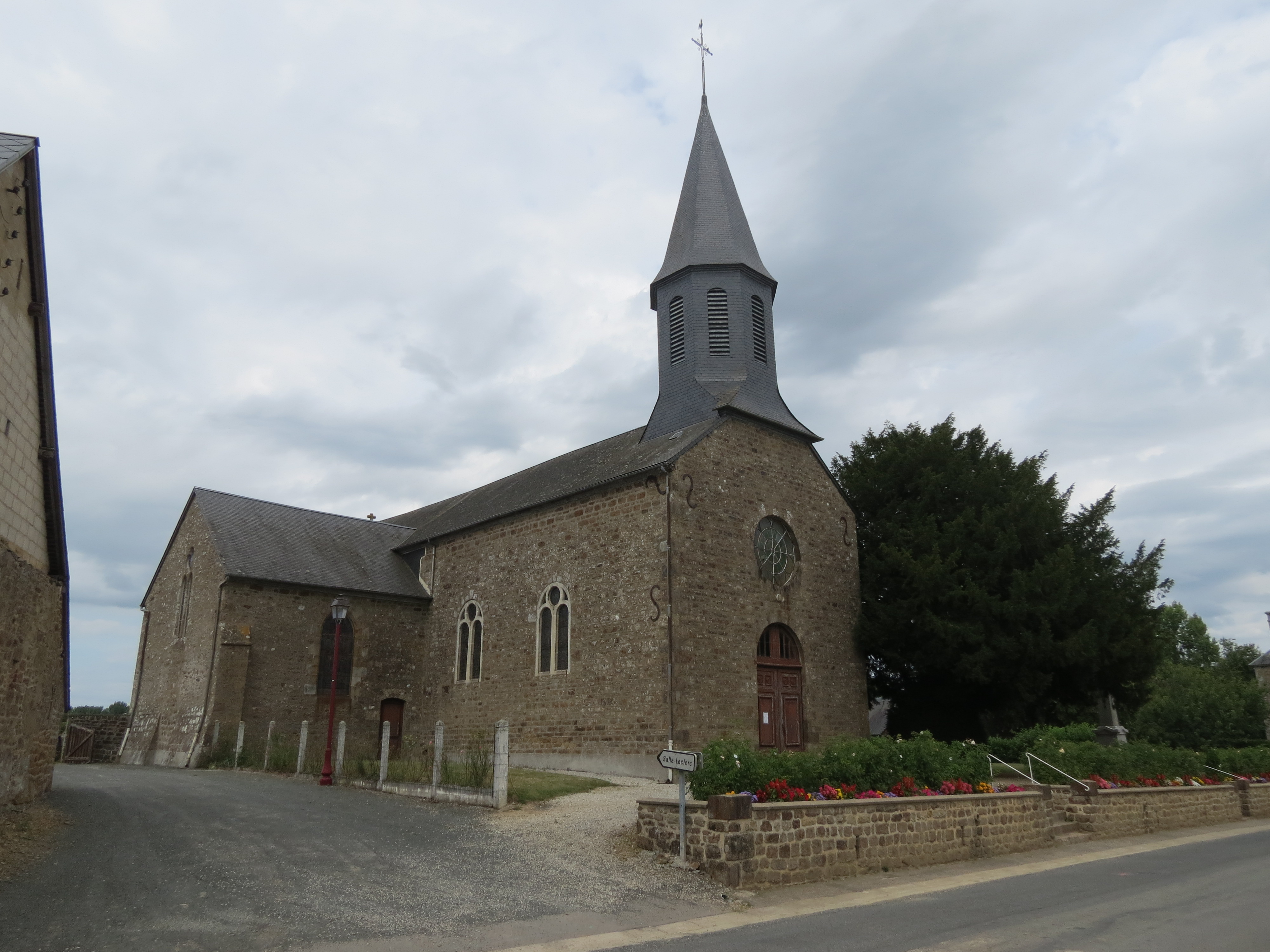
Kirche Notre-Dame-de-l’Assomption
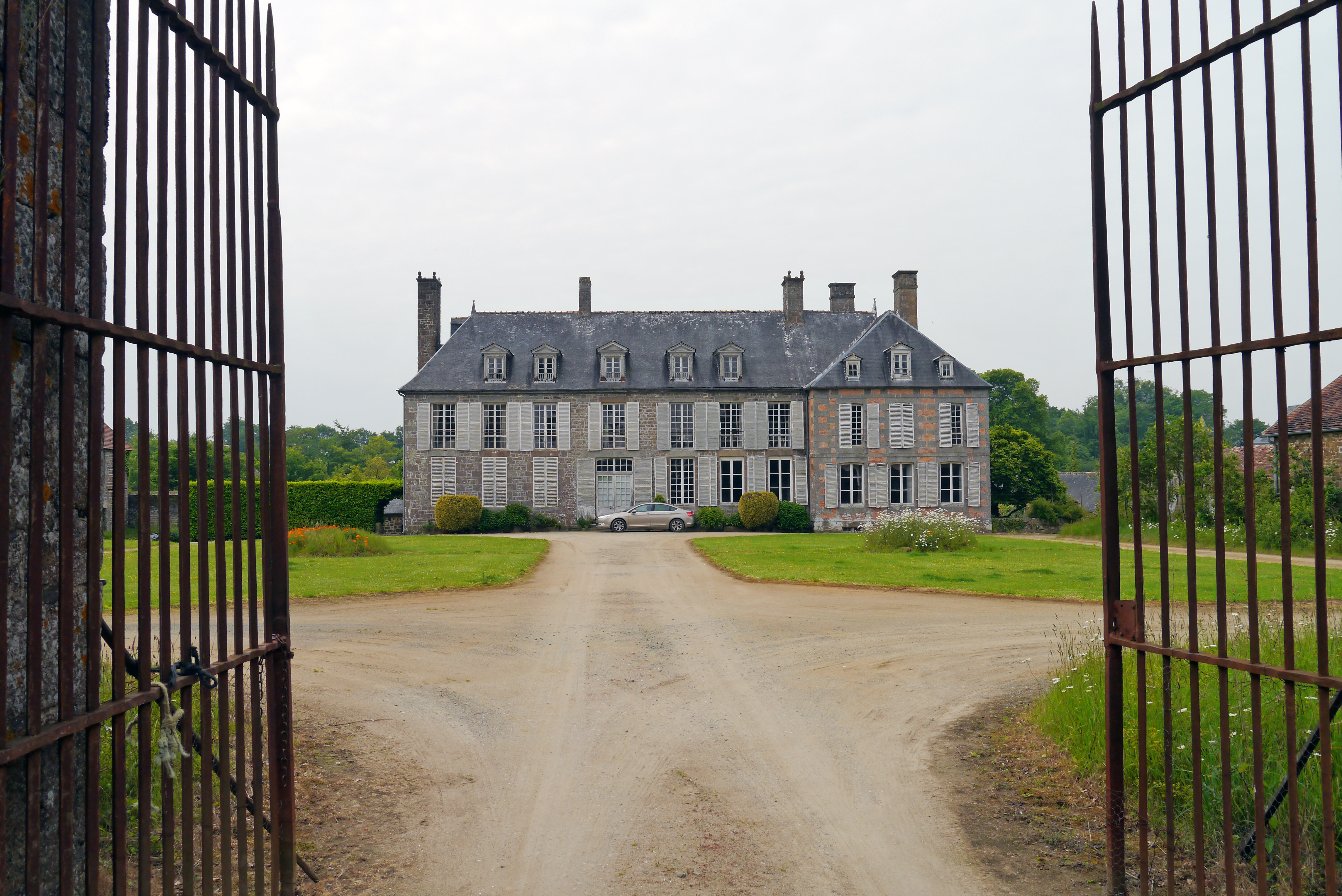
Schloss Torchamp